# Humanum genus
Humanum genus – encyklika papieża Leona XIII o masonerii z 20 kwietnia 1884.
Celem dokumentu było wskazanie niebezpieczeństw, jakie dla chrześcijaństwa i Kościoła katolickiego wynikają z idei i działalności masonerii. Papież definiował ją jako jednego z ważniejszych wrogów chrześcijaństwa i Kościoła. Nawiązywał w tej mierze do dokumentów i wypowiedzi wcześniejszych papieży, począwszy od bulli Klemensa XII z 1738. Mimo to, jak zauważył Leon XIII, rozwój masonerii w XIX wieku postępował i zyskała ona duży wpływ na rządy. Papież postawił wolnomularzom zasadnicze zarzuty:
1. Odrzucenie zasad religijnych, szerzenie ideologii racjonalistycznej, laickiej i naturalistycznej.
2. Podważanie katolickich prawd wiary, krytyka autorytetu i władzy nauczycielskiej Kościoła oraz szerzenie indyferentyzmu religijnego.
3. Dążenie do rozdziału religii od życia państwowego i społecznego. Państwo ma być bezwyznaniowe.
4. Poprzez wpływ na władze państwowe ograniczanie prawa duchowieństwa, konfiskaty majątków kościelnych, likwidowanie zakonów. Doprowadzenie do likwidacji Państwa Kościelnego we Włoszech i dążenie do likwidacji papiestwa.
5. Ograniczanie wpływu religii i Kościoła w szkolnictwie i kulturze. Propagowanie moralności świeckiej zgodnej z „naturą” i „wyzwolonej”, z czego wynika zezwierzęcenie człowieka, szerzenie złych obyczajów, rozwiązłość seksualna, usankcjonowanie rozwodów, upadek instytucji małżeństwa ze szczególną krzywdą dla kobiet i dzieci.
6. W sprawach politycznych propagowanie ustroju opartego na wolności i równości ludzi oraz na pochodzeniu władzy od ludu, co pobudza do nieposłuszeństwa wobec legalnej władzy, prowadzi do rewolucji, a w konsekwencji przyczynia się do rozwoju ideologii dążących do zniesienia własności prywatnej oraz różnic społecznych i majątkowych. Masonerię łączy wspólnota celów z socjalizmem i komunizmem.
7. Oparcie się na zasadzie ścisłej tajemnicy i przysięgi, która czyni z masonerii związek tajny, ukrywa jej cele, organizację i metody działania przed społeczeństwem oraz pozwala zmuszać członków do wykonywania nawet nieetycznych rozkazów.
8. Masoneria prowadzi dwulicową działalność, jawnie przedstawia się jako organizacja szerząca naukę, postęp, humanitaryzm, w ukryciu działa wbrew porządkowi państwowemu i społecznemu, dla którego – wedle papieża – jedynym pewnym oparciem są wartości chrześcijańskie.

Jako środki zaradcze przeciw masonerii papież zalecił duchowieństwu i katolikom świeckim ujawnianie jej prawdziwego programu i sposobów działania, uświadamianie wiernym zagrożeń i umacnianie w nich zasad katolickich, zwłaszcza wśród młodzieży. Za szczególnie ważne uznał szerzenie ruchów katolików świeckich i wymienił Trzeci Zakon św. Franciszka (tercjarze), cechy rzemieślnicze i stowarzyszenia robotnicze o charakterze religijnym, a także działające wśród ubogich Towarzystwo św. Wincentego à Paulo. Zakazał członkostwa i popierania masonerii oraz utrzymał kary, nałożone przez wcześniejszych papieży.